# Lazo Punjab

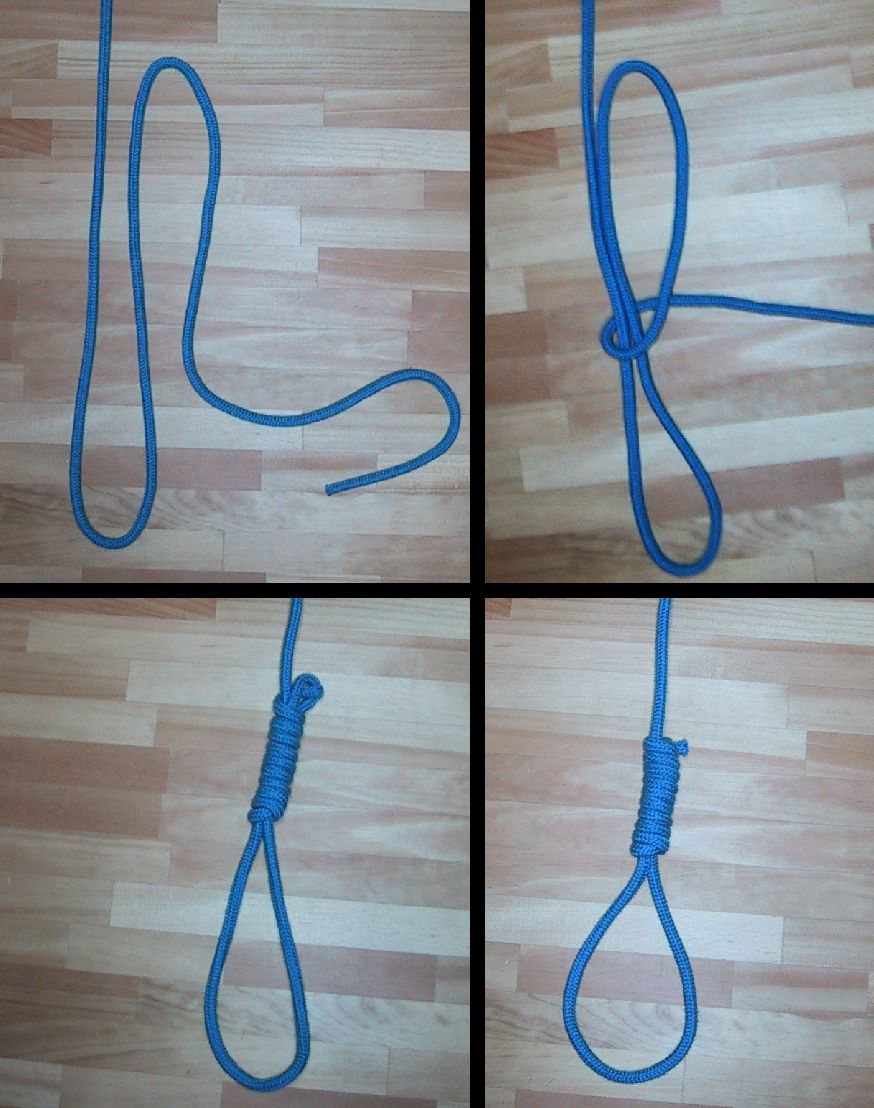
El lazo panyab.

El lazo panyab es un tipo de arma de la cual se hace referencia en la obra de Gastón Leroux, El fantasma de la Ópera. Se describe como un nudo corredizo pero empleado como un garrote vil para estrangular a sus víctimas.
El nombre ha sido derivado de la región de Panyab (actualmente compartida por India y Pakistán), donde el Fantasma aprendió a usarla.

## En la novela
En la novela de Gastón Leroux, el Fantasma viajó alrededor del mundo después de huir de su hogar a corta edad. Durante su viaje visitó la India, donde aprendió a asesinar gente usando el lazo Panyab.
De acuerdo al viejo amigo de Erik, el daroga, el lazo panyab que Erik utiliza es "curiosamente hecho de catgut" y solo colocando las manos a la altura de los ojos se puede escapar de él (ya que evita que el lazo se cierre completamente, estrangulando a la víctima). Esto se atribuye a la habilidad de Erik con el estrangulamiento. 
Cuando el daroga llevó a Erik al Persia, el fantasma usó su habilidad con el lazo panyab para ser el asesino profesional del Shah, un trabajo que  cumplió sin escrúpulos. También lo usó para entretener a la sultana. Cuando Erik se muda a Francia, guarda su lazo panyab en la sala de torturas que construyó. De este modo, sus víctimas tendrían la posibilidad de acabar con su vida para no tener que soportar más torturas. Cuando Joseph Buquet encontró la entrada hacia la "casa" de Erik, cayó en la cámara de torturas y terminó suicidándose.
Cuando el daroga y el visconde de Chagny salen en busca de Christine Daae, secuestrada por Erik, encuentran un lazo panyab usado tirado en el suelo, lo que les conduce a la cámara del Fantasma. Más tarde, cuando cae en la cámara de tortura, el daroga piensa en quitarse la vida para terminar con el sufrimiento.

## En el musical
En el musical de Andrew Lloyd Webber no se brinda mucha información del lazo panyab, exceptuando que el arma preferida del Fantasma. El Fantasma lo usa para asesinar a Joseph Buquet durante la presentación de "Il Muto", probablemente como una advertencia hacia los nuevos propietarios de la ópera sobre lo que sucedería si no se cumplen sus órdenes. Más tarde el Fantasma usa el lazo para asesinar a Ubaldo Piangi y tomar su lugar durante la interpretación de Don Juan Triunfante en un intento para lograr que Christine vuelva con él. Madame Giry conoce el lazo y le advierte a Raoul que debe mantener sus manos a la altura de sus ojos para no caer víctima de los poderes mágicos del lazo. En una de las escenas finales, el Fantasma lo usa para amenazar a Christine para que se case con él, ya que de lo contrario mataría a Raoul.

## En las películas
El lazo ha aparecido en varias adaptaciones fílmicas de la historia:
- En la versión de 1925, Buquet es encontrado ahorcado como en la novela. Cuando Joseph es encontrado, su hermano Simon exclama, "¡El lazo panyab!"

- El lazo no aparece en la versión de 1943 , pero el Fantasma utiliza una cuerda para ahorcar a sus víctimas.

- En la versión animada de 1987; Monsieur Robert es asesinado por intentar vender el palco privado del Fantasma ―el número 5― y es encontrado colgado en dicho palco, aunque no se sabe con seguridad si fue asesinado con el lazo panyab.